# 海因里希 (拿騷-迪倫堡)
海因里希（荷蘭語：Hendrik van Nassau-Dillenburg，1641年8月28日—1701年4月18日），拿騷-迪倫堡親王，拿騷王朝的成員。

## 家庭
1663年，亨德里克與布熱格公爵傑日三世的女兒多蘿西亞·伊莉莎白（Dorothea Elisabeth）結婚，兩人共有5子4女：
1. 索菲·奧古斯塔（1666年—1733年）
2. 喬治·洛德韋克（1667年—1681年），早逝
3. 阿爾貝汀（1668年—1719年）
4. 威廉二世（1670年—1724年）
5. 阿道夫（1673年—1790年），早逝
6. 威廉明妮·亨麗埃特（1677年—1727年）
7. 夏洛特·艾瑪莉亞（英语：Princess Charlotte Amalie of Nassau-Dillenburg）（1680年—1738年）
8. 洛德韋克·亨德里克（1681年—1710年）
9. 克里斯蒂安（1688年—1739年）